# Antoni Kurzawa
Antoni Kurzawa (ur. 10 maja 1842 w Turzy, zm. 13 lutego 1898 w 
Krakowie) – polski rzeźbiarz.

## Życiorys
Pochodził z biednej chłopskiej rodziny, był synem Franciszki Kurzawa (w metryce podane jest nazwisko Kurzawianka) oraz, jak wynika z dokumentów Szkoły Sztuk Pięknych w Wiedniu, synem pasterza. Studia  w Szkole Sztuk Pięknych w Krakowie umożliwił mu Mieczysław Weryha Darowski. W latach 1863–1869 studiował rzeźbę w pracowni Henryka Kossowskiego oraz rysunek pod kierunkiem Władysława Łuszczkiewicza. W latach 1867–1868 pobierał nauki w Wiedniu. Następnie krótko przebywał we Lwowie, gdzie wyrzeźbił co najmniej cztery pomniki nagrobne z przeznaczeniem na cmentarz Łyczakowski. W 1874 zapisany ponownie do Szkoły Sztuk Pięknych w Krakowie został w dniu 14 grudnia z niej usunięty za obrazę profesora Kossowskiego. W latach 1876–1877 uzupełniał studia w Paryżu.
Jego rzeźby były pełne ekspresji i dynamizmu. Rzeźbił posągi religijne, o naturalistycznej formie, np. Chrystus i Magdalena z 1864, Walka Samsona z lwem z 1865, Pocałunek Judasza z 1867, popiersia portretowe, kompozycje figuralne, mitologiczne i symboliczne Wawel i Wisła z 1878, Geniusz zrywający pęta z 1874, rodzajowe: Oberek, Mazur, Polonez, Siewca z 1896. Autor niewykorzystanego projektu pomnika Adama Mickiewicza zgłoszonego na konkurs w Krakowie.
Dziełem Kurzawy jest grupa rzeźbiarska Mickiewicz budzący geniusza poezji, której pierwowzór powstał w 1889. Praca została nadesłana w tym samym roku na doroczny konkurs Towarzystwa Zachęty Sztuk Pięknych w Warszawie. Pewny zwycięstwa, załamał się po ogłoszeniu werdyktu jury, przyznającego mu III miejsce. Pierwszej nagrody nie przyznano. W styczniu 1890 dokonał desperackiego czynu – wtargnął na wystawę i roztrzaskał własną rzeźbę.
Z czasem Antoni Kurzawa stał się symbolem tragicznych losów niedocenionych artystów. Słaby fizycznie, zniszczony chorobami, pod koniec życia za staraniem przyjaciół artystów znalazł się 12 czerwca 1897 w przytułku dla ubogich – Zakładzie im. Helclów w Krakowie, gdzie pół roku później zmarł. Pochowany został na cmentarzu Rakowickim (kwatera N, rząd wschodni). Na jego grobie stanęła staraniem Leona Wyczółkowskiego rzeźba autorstwa Kurzawy Geniusz zrywający pęta odkuta z piaskowca.
Na dramacie życia Kurzawy, osnutych jest wiele wątków literatury Młodej Polski, takich jak nowela Henryka Sienkiewicza Lux in tenebris lucet. W cieniu dzieł Kurzawy tworzyli Stanisław Wyspiański, Maria Konopnicka.

## Rzeźby Antoniego Kurzawy

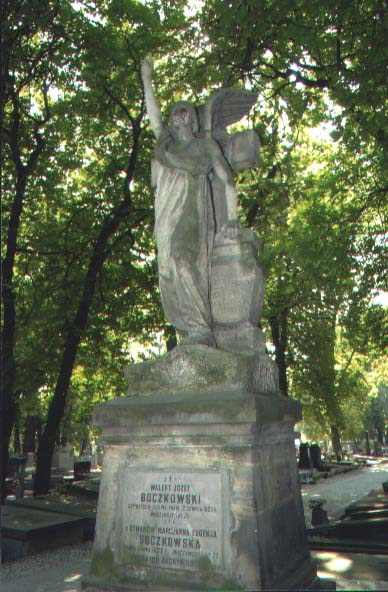
Rzeźba anioła na cmentarzu w Lublinie, 1893
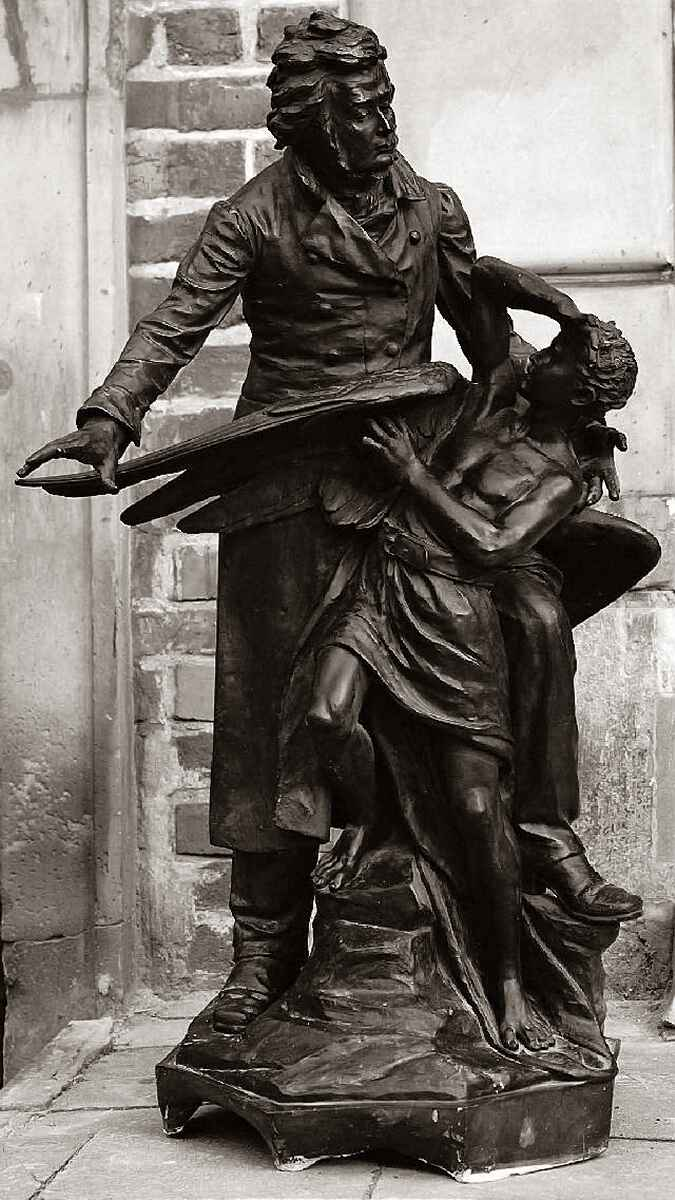
Mickiewicz budzący geniusza poezji, 1889
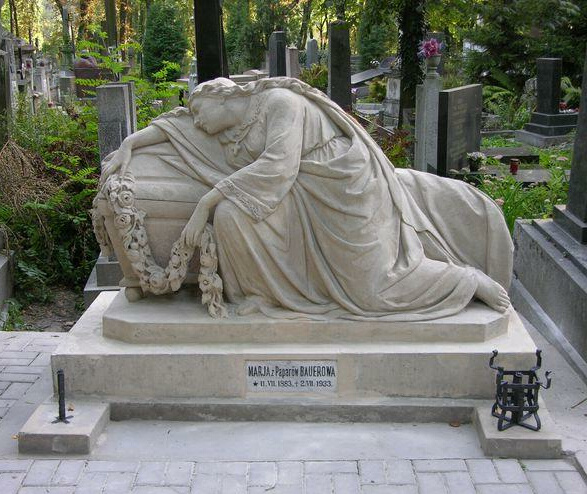
Pomnik Rodziny Paparów na cmentarzu Łyczakowskim
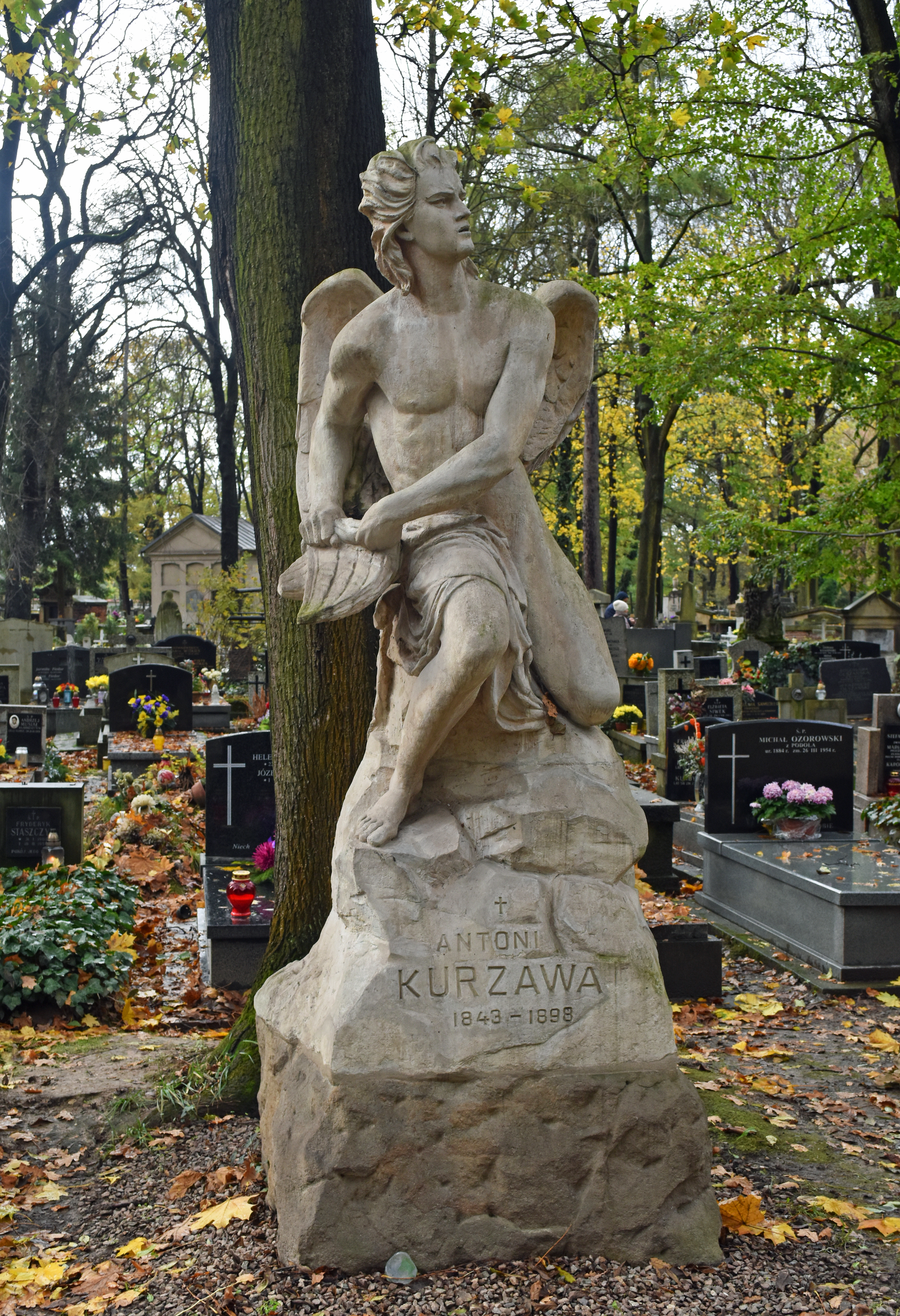
Geniusz zrywający pęta – rzeźba na grobowcu Kurzawy na cmentarzu Rakowickim